# Milites Templi
«Milites Templi» (с лат. — «солдаты Храма») — булла римского папы Целестина II, датированная 9 января 1144 годом, приказавшая духовенству защищать тамплиеров и призвавшая всех верующих оказывать им посильную помощь.
Булла даровала отпущение грехов жертвователям в пользу ордена и разрешала совершать богослужения даже на землях, подвергшихся интердикту, когда там присутствовали сборщики ордена, что дало тамплиерам возможность собирать пожертвования раз в год даже с тех, кого Церковь временно отлучала.
Как и все папские буллы, «Milites Templi» получила название по первым словам текста.
Одна из важнейших папских булл, касающихся ордена храмовников, — вместе с буллами «Omne Datum Optimum» (1139) и «Militia Dei» (1145) создавшая условия для обогащения и процветания Ордена тамплиеров.